# Systropus macilentus
Systropus macilentus är en tvåvingeart som beskrevs av Christian Rudolph Wilhelm Wiedemann 1820. Systropus macilentus ingår i släktet Systropus och familjen svävflugor. Inga underarter finns listade i Catalogue of Life.